# Loop (film 2020)
Loop è un cortometraggio d'animazione del 2020 scritto e diretto da Erica Milsom con la storia di Adam Burke, Matthias De Clercq e Milsom, prodotto dalla Pixar Animation Studios e distribuito da Walt Disney Studios Motion Pictures. È il sesto cortometraggio del programma SparkShorts della Pixar e si concentra su un ragazzo loquace e una ragazza autistica non verbale che imparano a capirsi.

## Trama
Renee, una ragazza non verbale di 13 anni, siede pazientemente in una canoa in attesa di un partner mentre gioca con un'applicazione audio sul suo telefono. Marcus arriva in ritardo ed è costretto dall'istruttore del campo a collaborare con lei, con suo grande fastidio. Marcus tenta di parlare con Renee, che borbotta e fa rumori per esprimere il suo piacere o dispiacere per qualcosa. Quando Marcus tenta di mostrare le sue abilità di rematore, Renee inizia a lamentarsi. Marcus chiede a Renee di dirgli cosa vuole e lei risponde mostrando un'emoji della cacca sul suo telefono e notano un paio di WC da cantiere. Quando passano vicino ad alcune canne, Renee sembra dimenticare completamente della sua esigenza igienica e invece vuole che le sue braccia sfiorino le canne. Marcus pagaia attraverso Il canneto più volte. Tuttavia, quando Marcus cerca di fare la stessa cosa, Renee torna improvvisamente a concentrarsi sul suo telefono. Marcus la porta in un tunnel fognario e fa suonare a Renee il suo telefono in modo che il suono possa riverberare. All'inizio sembra divertirsi, ma improvvisamente viene sopraffatta dal suono e durante l'uscita dal tunnel finiscono sulla terra con la canoa. Con rabbia lancia il suo telefono nel lago e si nasconde sotto la canoa mentre Marcus osserva il caos dispiegarsi perplesso. Alla fine, Marcus solleva una canna e si siede vicino alla canoa finché Renee non si calma. Si siede e prende la canna dove inizia a ridacchiare e i due ripetono il suono che il telefono ha fatto insieme. Marcus e Renee tornano sulla canoa e tornano al campo. In una scena dopo i titoli di coda, il telefono di Renee è dentro ad una ciotola di riso e riceve un messaggio da Marcus che chiede se vuole andare di nuovo in canoa.

## Produzione
Loop è stato scritto e diretto da Erica Milsom, da una storia di Adam Burke e Matthias De Clercq. Michael Warch e Krissy Cababa hanno prodotto il corto.

## Colonna sonora
Mark Orton ha composto la musica per Loop. Le tracce sono state pubblicate il 28 febbraio 2020.
Tracce
Testi e musiche di Mark Orton.
1. You Gotta Help Me Out – 0:37
2. Renee's Place – 1:26
3. Tunnel Magic – 0:46
4. Overload – 0:50
5. Processing Time – 0:47
6. Marcus' Patience – 1:26
7. Loop Theme – 1:38
8. Surface (Bonus Track) – 0:38
9. Echoer (Bonus Track) – 0:48
10. Slow Time (Bonus Track) – 0:39
11. Loop Redux (Bonus Track) – 1:25

Durata totale: 11:00

## Distribuzione
Loop è uscito su Disney+ il 10 gennaio 2020. Anche se il doppiaggio in italiano è uscito a inizio marzo, il cortometraggio è stato distribuito in Italia su Disney+ il 22 maggio 2020.